# Zoró
I Zoró  sono un gruppo etnico del Brasile con una popolazione stimata in 625 individui nel 2010.

## Lingua
Parlano la lingua Zoró che appartiene alla famiglia linguistica Mondé. Nel 2006 il linguista Denny Moore ha affermato che le lingue Cinta Larga, Gavião e Zoró non sono altro che dialetti di una stessa lingua. Ciò è dovuto al fatto che, nonostante le variazioni a livello linguistico, i linguaggi sono reciprocamente comprensibili.

## Insediamenti
Vivono nello stato brasiliano del Mato Grosso. Il territorio indigeno Zoró è collocato all'interno dei confini del comune di Rondolândia, al confine con il comune di Aripuanã e con lo stato della Rondônia.

## Storia
Per secoli i Zoro, insieme con gli altri popoli della famiglia linguistica Monde, sono stati stanziati nelle aree a nord-ovest del Mato Grosso e nel sud della Rondônia. Nel corso del XX secolo questo vasto territorio è stato progressivamente invaso da estrattori di gomma naturale e dalle compagnie minerarie. Nel 1961, è la costruzione di un'autorstrada da Cuiabá a Porto Velho all'interno del territorio indigeno dei Zoró ad acuire le tensioni perché ciò porto ad un aumento ulteriore del numero dei coloni a cui seguirono varie spedizioni di riappacificazione da parte della FUNAI.